# Ramygala
Ramygala ( escoltar (?·pàg.)) és una petita ciutat de Lituània. Es troba a uns 24 km al sud de Panevėžys, a la vora del riu Upyt, un afluent del riu Nevėžis. D'acord amb estimacions de 2005, tenia prop d'uns 1.700 residents.

## Història
El nom de «Ramygala» va ser esmentat per primera vegada al segle xiii. El lloc va patir un atac l'any 1370, per part dels Cavallers Teutònics. En algun moment abans de 1500 va ser construïda la primera església i es va utilitzar el nom de Ramygala per referir-se a un poble. Des d'aleshores Ramygala va créixer lentament. Pocs anys més tard tenia una casa pairal, i al final del segle xvi va rebre el privilegi de poder acollir fires. A diferència de moltes altres ciutats de Lituània, Ramygala no pertanyia a una família noble, sinó a la Catedral de Vílnius i més tard a la Universitat de Vílnius.
El 1781 la ciutat va construir una escola parroquial al costat d'una nova església, després que l'anterior va ser destruïda pel foc. L'escola va créixer i es va expandir de manera significativa al segle xx, quan es van construir dos nous edificis escolars i un dormitori. L'escola allotja un petit museu dedicat a la història i les tradicions locals. Una nova església d'estil neogòtic va ser construïda entre 1897 i 1914. Té tres naus i tres altars, compta també amb un campanar. La torre va ser feta malbé durant la Segona Guerra Mundial, però va ser reconstruïda a la dècada de 1950.